# イミシュリ県
イミシュリ県 (イミシュリけん、İmişli) はアゼルバイジャン南部のアラン経済地区の県。
県都はイミシュリ。
2011年の人口は11万6600人。
イミシュリ県と北東に隣接するサビラバド県の間には、国内最大のサリュス湖が有る。

## 歴史
ロシア・ツァーリ国時代 (1547年 - 1721年)、カラドンルはジャヴァドゥ・カンが統治していた。
カラドンル地方はアラス川に近く肥沃な土地で、隊商の道も通っていた。
1906年、カラドンル地方で初めての学校が設立された。
1917年、十月革命初期に灌漑が整備された。
1930年8月、カラドンルがミル・ムガン歴史地区に編入された。
1933年、カラドンル歴史地区にトラクター工場が建てられた。
アラトゥからエレバンに鉄道が通った事で、カラドンルから郊外への移住が進んだ。
人口増加につれてカラドンルとイミシュリ村には2階建ての煉瓦の家が建つようになった。
イミシュリ村は急速に拡大し、政府庁舎も建てられ県都のようになっていった。
1944年、イミシュリ村は町に昇格した。
1959年、en:Bəhramtəpə地区に当時としては珍しい貯水施設が造られた。
バシュ・ムガム灌漑とアジズバイオブ灌漑はイミシュリ県だけでなく、ビラスヴァル県やサアトル県まで水を供給した。
1960年、イミシュリ町は市に昇格した。

## 地理
北から時計回りに
- キュルダミル県
- サビラバド県
- サアトル県（英語版）
- ビラスヴァル県（英語版）
- イラン
- ベイラガン県（英語版）
- ザルダブ県（英語版）

に接する。